# Harry Johnston (calciatore)
Henry Johnston, noto come Harry Johnston (Manchester, 26 settembre 1919 – Manchester, 12 ottobre 1973), è stato un calciatore e allenatore di calcio inglese, di ruolo difensore.

## Carriera

### Club
Johnston legò l’intera carriera da calciatore al Blackpool FC, squadra con cui disputò quasi 400 partite ufficiali e di cui fu a lungo capitano. Difensore centrale solido e affidabile, divenne una colonna portante della formazione durante gli anni '40 e '50, contribuendo in maniera decisiva alla conquista della FA Cup del 1953, nota come la "Matthews Final".

### Nazionale
A livello internazionale, rappresentò la nazionale inglese in dieci occasioni, tra il 1946 e il 1953.

### Allenatore
Terminata l’attività agonistica, intraprese la carriera da allenatore guidando il Reading FC per diversi anni, ricoprendo anche incarichi tecnici a livello dirigenziale nel calcio inglese.

## Palmarès

### Giocatore

#### Club
- Coppa d'Inghilterra: 1

Blackpool: 1952-1953

#### Individuale
- Giocatore dell'anno della FWA: 1

1951